# Liste der Baudenkmäler in Lauingen (Donau)
Auf dieser Seite sind die Baudenkmäler in der schwäbischen Stadt Lauingen (Donau) zusammengestellt. Diese Tabelle ist eine Teilliste der Liste der Baudenkmäler in Bayern. Grundlage ist die Bayerische Denkmalliste, die auf Basis des Bayerischen Denkmalschutzgesetzes vom 1. Oktober 1973 erstmals erstellt wurde und seither durch das Bayerische Landesamt für Denkmalpflege geführt wird. Die folgenden Angaben ersetzen nicht die rechtsverbindliche Auskunft der Denkmalschutzbehörde.

## Ensemble Altstadt Lauingen

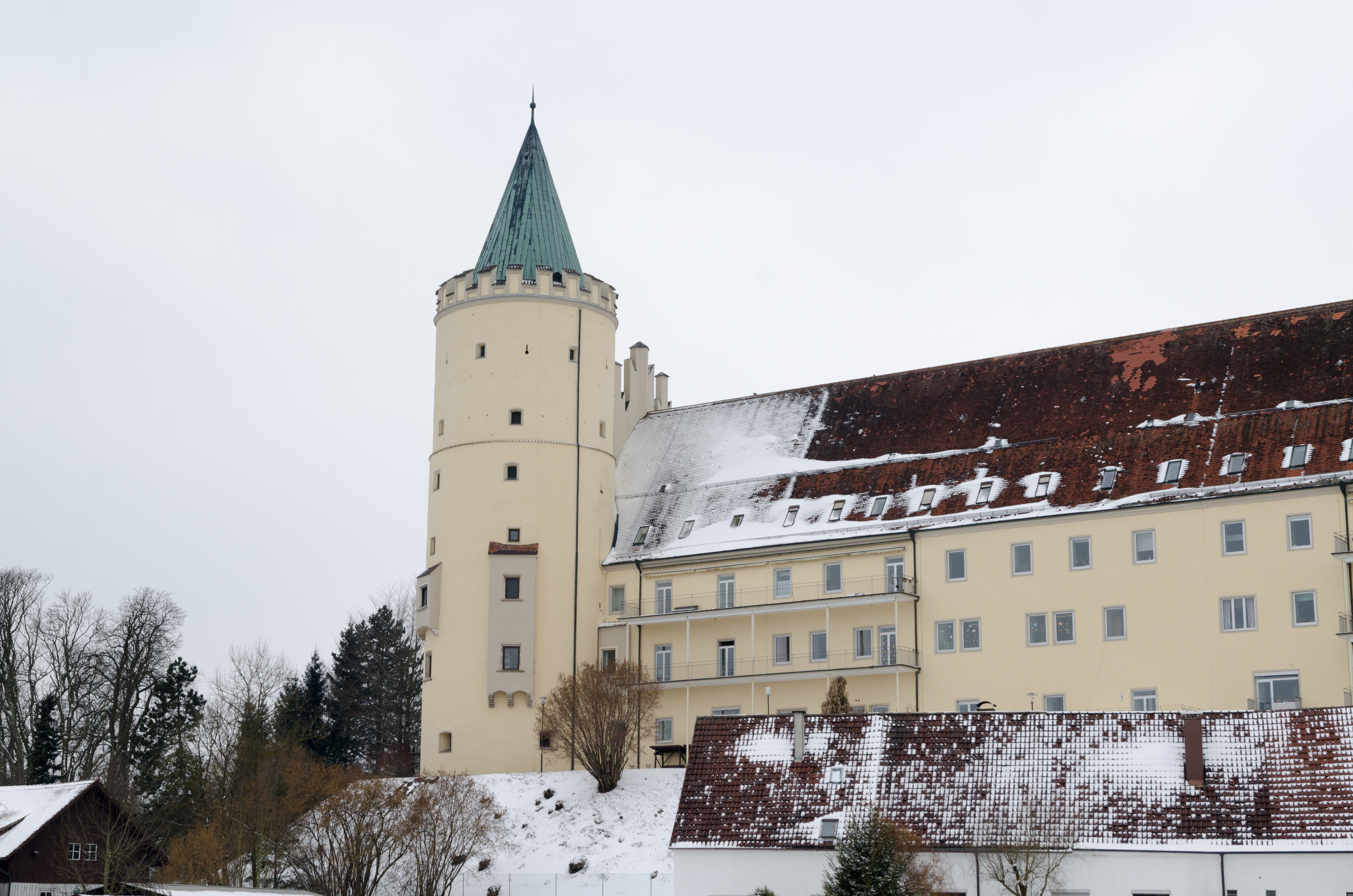
Schloss Lauingen

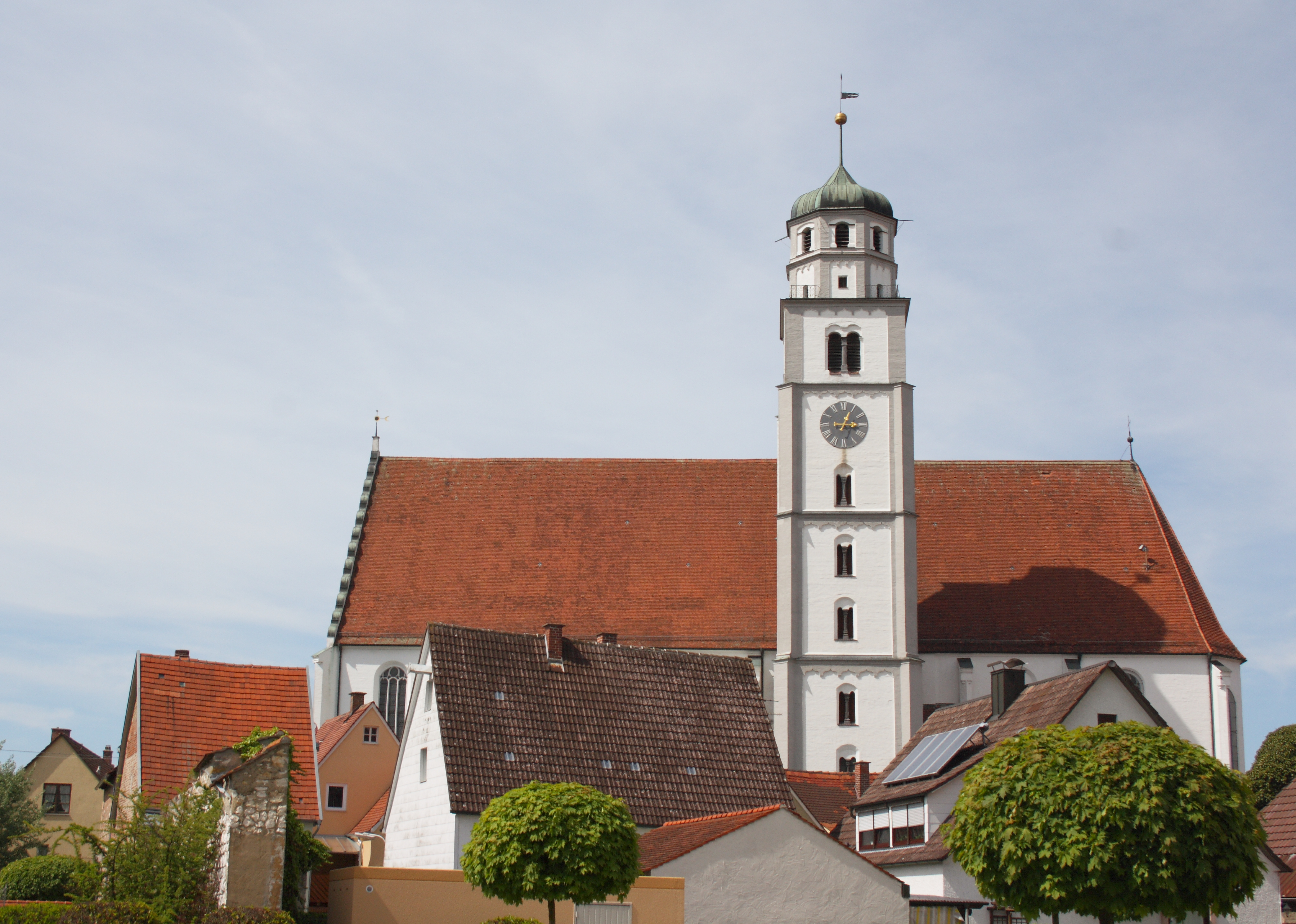
Stadtpfarrkirche St. Martin

Das Ensemble umschließt den historischen Kern der Stadt Lauingen, dessen Grenzen durch die teilweise erhaltene äußere Stadtbefestigung – Stadtmauer und ehemaliger Graben – gekennzeichnet sind. Rückgrat der auf der Hochterrasse über der Donau gelegenen Stadt ist die langgestreckte Herzog-Georg-Straße. Ursprünglich zweifellos mit Marktfunktion ausgestattet, verbindet diese Straße ältere Siedlungskerne und ermöglicht zugleich die Ordnung der wohl staufischen Stadtgründung des späten 12. Jahrhunderts mit einem nahezu rechtwinkligen Quergassensystem, mit dem ältere Strukturen überdeckt sind.
Einer dieser Siedlungskerne, die bereits in karolingischer Zeit bestehende Siedlung Lauingen, wird im Südwestteil der Stadt vermutet; der spätgotisch-frühneuzeitliche Kirchenbau bezeichnet in seiner exzentrischen Lage anstelle eines Vorgängerbaues solche Zusammenhänge.
Der zweite Siedlungskern wird durch den Namen des Nordostviertels – Hofviertel – überliefert. Dort hat dann das spätmittelalterliche Bürgertum durch den Hofturm (Schimmelturm) als Stadtturm und durch das Rathaus ein Zentrum geschaffen. Die zwar geringfügige Stadterweiterung 1307 nach Nordosten hat mit der Andreaskirche spätestens im frühen 15. Jahrhundert ihren eigenen, die Stadtsilhouette abschließenden Akzent erhalten.
Während die hochmittelalterliche Stadt auf die Hochterrasse beschränkt blieb, wandelt sich die Donaufront im Spätmittelalter insofern, als die Bebauung und Ummauerung seit dem frühen 15. Jahrhundert, unter Herzog Ludwig dem Gebarteten, in die Donauniederung herabstieg, vor allem aber durch die 1472 ff. vor die Südecke der Stadt geschobene Burg der Reichen Herzöge von Bayern-Landshut. Damit stellten sich nun endlich auch die Wittelsbacher, schon 1268 Erben der Staufer, als die Stadtherren dar.
Die spätmittelalterliche Stadt dürfte eine Fachwerkstadt gewesen sein, deren Häuser sich mit den Giebeln zur Straße wandten. Zeugnisse hierfür liefern noch viele Einzelbeispiele in den Seitengassen. Dagegen wurde seit dem 16. Jahrhundert vor allem die Hauptstraße durch Steinbauten aufgewertet. Das Gefälle zwischen der anspruchsvolleren Bebauung der Hauptstraße sowie der donauwärts gerichteten Straßengruppe des Hofviertels zu den kleinteiliger strukturierten Handwerkervierteln wurde dadurch abermals betont.
Die Stadterweiterung zur Donau ist, auch mit Ackerbürgeranwesen, lockerer, geradezu vorstädtisch bebaut. Barocke Zier bleibt zurückhaltend, Solidität ist das Zeichen des bescheidenen, aus Handel und Gewerbe trotz der Konkurrenz der großen Reichsstädte erwachsenen Bürgerreichtums. Lediglich das Rathaus, das noch 1783/90 barockes Pathos mit neuer Mode zu verbinden sucht, stellt einen Anspruch, der sich mit dem des Schimmelturmes misst.
Nach dem Abbruch der Stadttore und -türme sowie von Teilen der Stadtmauer in der 2. Hälfte des 19. Jahrhunderts entstand nicht nur vermehrt Bautätigkeit außerhalb der ehemaligen Grenzen, sondern auch in der Altstadt wurden Häuser um- und neugebaut.
Aktennummer: E-7-73-144-1

## Stadtbefestigung

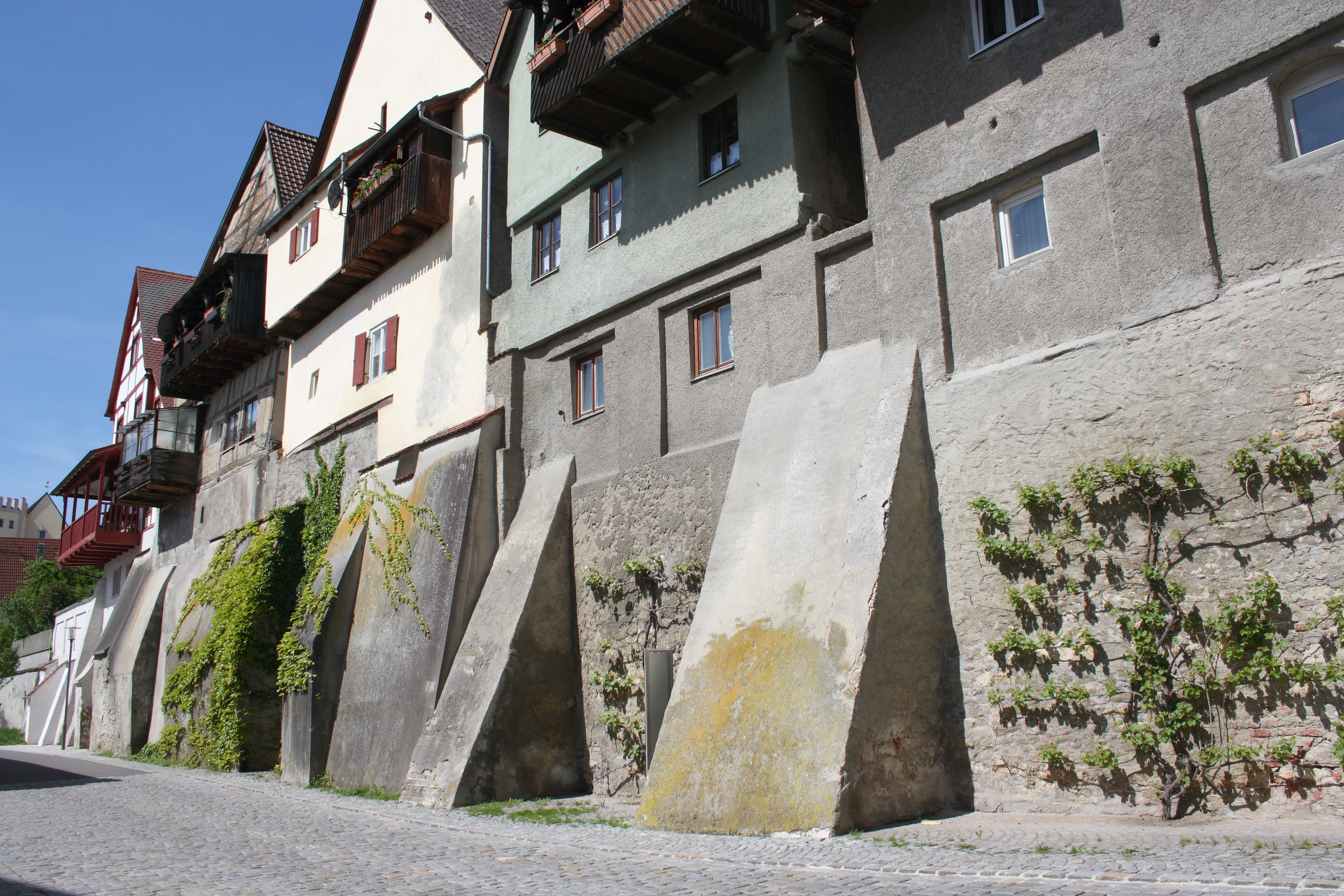
Oberes Brunnental

Die erste Anlage einer Stadtbefestigung stammt aus staufischer Zeit. Folgende Teile der staufischen Mauer sind erhalten:
- in einer Brüstungsmauer enthalten an der Schloßstraße von Oberes Brunnental 9 bis Schloßstraße 40
- offene Brüstungsmauer mit Querverstrebungen zur hochgelegenen Schloßstraße am Oberen Brunnental 490
- staufische Mauer als Stützmauern zum Oberen Brunnental verbaut in Schloßstraße 33–40 und Oberes Brunnental 9, 10/11
- staufische Mauer als Stützmauer zum Unteren Brunnental verbaut in Rosenstraße 13, 15, 18, 19, 20, Donaustraße 1, 3, 6, 7, 8, 11, 13, 15
- Rest der staufischen Mauer bei Oberer Wall 1, und im Haus überbaut

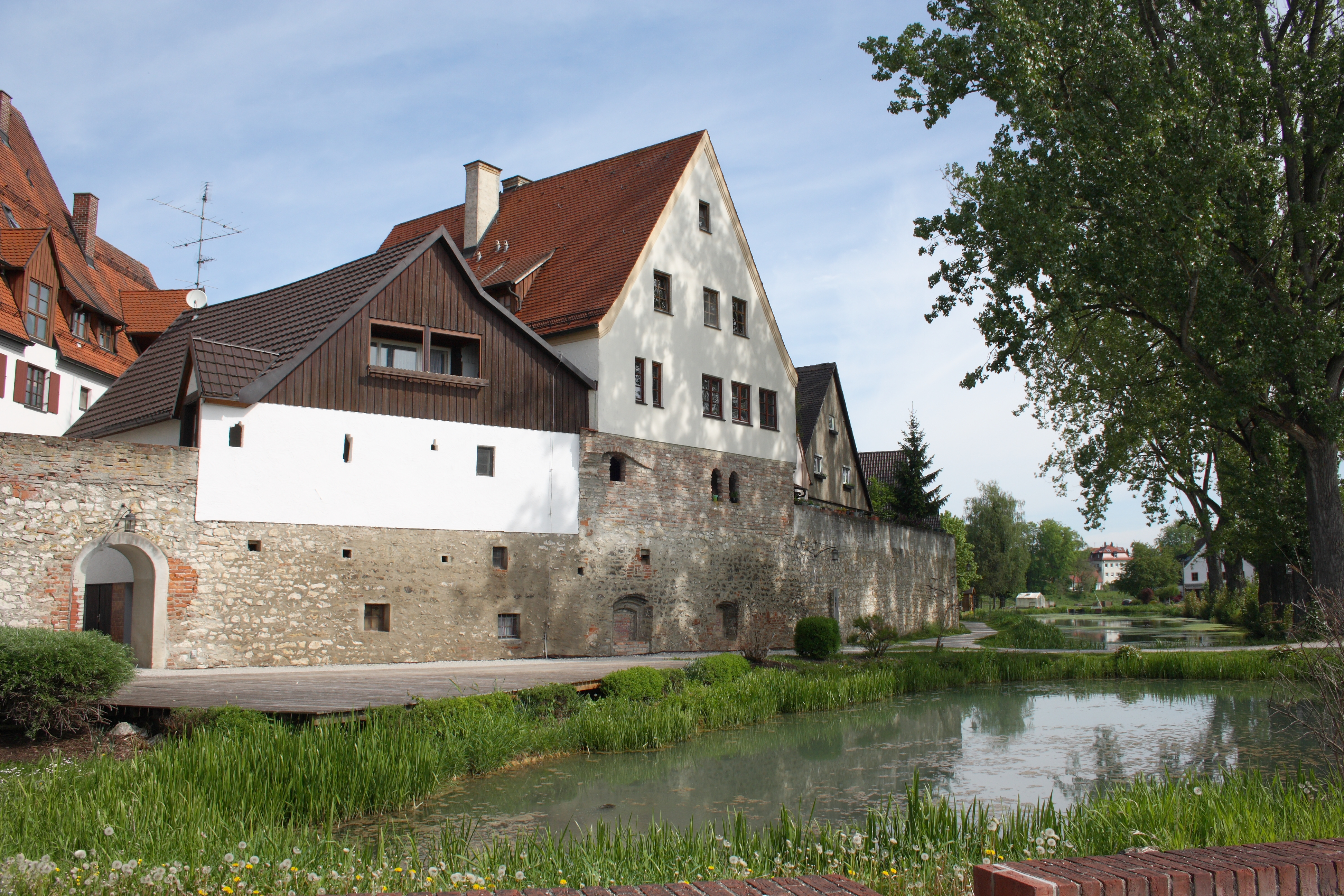
Stadtbefestigung

Die erste Erweiterung der Stadtbefestigung erfolgte nach 1307. Erhalten sind folgende Teile:
- Teile der Stadtmauer als Stützmauer verbaut am Unteren Brunnental in Brunnenstraße 21, 22, 24–27
- Querverstrebungen im Anschluss an Brunnenstraße 21 nach Nordosten bis zur Treppe am ehem. Einlaßtor
- Wohl das Tränktor (siehe Donaustraße 30)
- Stadtmauer an den Grundstücken Oberes Brunnental 14, 16, 17, 19, 27, 30, 31, 43
- Mauerturm Gißübel, Oberes Brunnental 16 bzw. Oberer Wall 9 1/2
- Stadtmauer mit Wehrgang vom Tränktor bis Unteres Brunnental, 399, und Außengrenze von 395
- Mauerturm, dreigeschossiger Backsteinbau, 15. Jahrhundert, Traufgesims und Zinnenkranz, 2. Hälfte 19. Jahrhundert, Oberer Schanzweg 17

Die zweite Erweiterung der Stadtbefestigung mit Einschluss von Ried und Wasserschapfe wurde 1413 errichtet.
Aktennummer: D-7-73-144-1

## Baudenkmäler nach Ortsteilen

### Lauingen
| Lage                                                                  | Objekt                                                                        | Beschreibung | Akten-Nr.      | Bild                                  |
| --------------------------------------------------------------------- | ----------------------------------------------------------------------------- | --- | -------------- | ------------------------------------- |
| Albertus-Magnus-Platz (Standort)                                      | Albertus-Magnus-Denkmal                                                       | Bronzefigur auf Granitsockel, von Ferdinand Miller d. J., 1881 | D-7-73-144-261 | weitere Bilder                        |
| Albertusstraße 4 (Standort)                                           | Bürgerhaus                                                                    | zweigeschossiges Traufseithaus mit Mansarddach, im Kern 18. Jahrhundert, Umgestaltung 19. Jahrhundert | D-7-73-144-2   | Bürgerhaus                            |
| Albertusstraße 6 (Standort)                                           | Bürgerhaus                                                                    | zweigeschossiges Giebelhaus mit vorkragendem Obergeschoss, um 1600 | D-7-73-144-4   | Bürgerhaus                            |
| Albertusstraße 9 (Standort)                                           | Bürgerhaus                                                                    | zweigeschossiger Satteldachbau in Ecklage mit Stichbogenfenstern und Geschosstrennung, wohl Mitte 19. Jahrhundert | D-7-73-144-5   | Bürgerhaus                            |
| Albertusstraße 10 (Standort)                                          | Bürgerhaus                                                                    | zweigeschossiges Giebelhaus mit vorkragendem Giebel, unter demselben Satteldach Donaustraße 2, 17. Jahrhundert; siehe Donaustraße 2 | D-7-73-144-6   | Bürgerhaus                            |
| Albertusstraße 12 (Standort)                                          | Bürgerhaus                                                                    | zweigeschossiger Giebelbau, zweites Obergeschoss vorkragend, 17. Jahrhundert | D-7-73-144-7   | Bürgerhaus                            |
| Bahnhofstraße 1 (Standort)                                            | Villa                                                                         | zweigeschossiger Walmdachbau mit spätklassizistischem Fassadendekor, 1870/80 | D-7-73-144-8   | Villa                                 |
| Bahnhofstraße 1 1/2 (Standort)                                        | Villa                                                                         | zweigeschossiger Walmdachbau mit Mittelrisaliten mit Giebeln und spätklassizistischem Fassadendekor, um 1870/80 | D-7-73-144-9   | Villa                                 |
| Bahnhofstraße 5 1/3 (Standort)                                        | Postamt                                                                       | zweigeschossiger Satteldachbau mit steilem Giebel, um 1930 | D-7-73-144-10  | Postamt                               |
| Brüderstraße 2 (Standort)                                             | Haus Vogelsang                                                                | Haus Vogelsang, dreigeschossiges Giebelhaus mit vorkragenden Obergeschossen, Hauskapelle als Erker, 16./17. Jahrhundert erbaut, erneuert | D-7-73-144-12  | Haus Vogelsang                        |
| Brüderstraße 4 (Standort)                                             | Bürgerhaus                                                                    | dreigeschossiges Giebelhaus mit vorkragenden Obergeschossen, 16./17. Jahrhundert | D-7-73-144-13  | Bürgerhaus                            |
| Brüderstraße 5 (Standort)                                             | Bürgerhaus                                                                    | dreigeschossiges Giebelhaus mit vorkragenden Obergeschossen und Aufzugsluke, 16./17. Jahrhundert | D-7-73-144-14  | weitere Bilder                        |
| Brüderstraße 7 (Standort)                                             | Bürgerhaus                                                                    | dreigeschossiges Giebelhaus mit vorkragenden Obergeschossen und Korbbogeneinfahrt zum Hof, 17. Jahrhundert | D-7-73-144-15  | weitere Bilder                        |
| Brüderstraße 8 (Standort)                                             | Ehemalige Augustinerkirche                                                    | flachgedeckter Saalbau mit eingezogenem Chor, 1790 erbaut, Fassade von Joseph Haller, 1716; mit Ausstattung | D-7-73-144-16  | weitere Bilder                        |
| Brüderstraße 10 (Standort)                                            | Ehemaliges Kloster der Augustinereremiten                                     | jetzt Albertus-Magnus-Gymnasium, dreigeschossige, unregelmäßige Dreiflügelanlage, von Christian Wiedemann, um 1729, 1790 Neugestaltung nach Brand | D-7-73-144-17  | weitere Bilder                        |
| Brüderstraße 11 (Standort)                                            | Ehemaliges Bruckhaus                                                          | zweigeschossiges Giebelhaus mit Fialengiebel, im 15. Jahrhundert erbaut, Umbau 1608/09; Grenzstein am Hoftor, Wappen Bayern/Lauingen, 16./17. Jahrhundert | D-7-73-144-18  | weitere Bilder                        |
| Brüderstraße 13 (Standort)                                            | Ehemaliges Gesindehaus des Bruckhofes                                         | dann Kreuzwirtschaft, stattlicher Walmdachbau, vorkragende Obergeschosse, im Kern 16. Jahrhundert, Veränderungen 1610 und 18. Jahrhundert | D-7-73-144-19  | Ehemaliges Gesindehaus des Bruckhofes |
| Brunnenstraße 4 (Standort)                                            | Bürgerhaus                                                                    | zweigeschossiges Giebelhaus mit vorkragendem Obergeschoss und Giebel, 17. Jahrhundert | D-7-73-144-20  | Bürgerhaus                            |
| Brunnenstraße 15 (Standort)                                           | Bürgerhaus                                                                    | zweigeschossiges Giebelhaus mit vorkragendem Giebel, Fachwerk unter Putz, wohl 17. Jahrhundert, erneuert | D-7-73-144-21  | Bürgerhaus                            |
| Brunnenstraße 16 (Standort)                                           | Ehemaliges Ackerbürgerhaus                                                    | zweigeschossiger Bau mit Sattel- bzw. Schopfwalmdach, Ständerriegel und Fachwerk unter Putz, 16. Jahrhundert | D-7-73-144-22  | Ehemaliges Ackerbürgerhaus            |
| Brunnenstraße 24 (Standort)                                           | Ehemaliges Ackerbürgerhaus                                                    | zweigeschossiger Traufseitbau mit Satteldach und Fachwerk unter Putz, wohl 17./18. Jahrhundert; siehe auch Eintrag Stadtbefestigung | D-7-73-144-25  | Ehemaliges Ackerbürgerhaus            |
| Burgstraße 1 (Standort)                                               | Ehemaliges Ackerbürgerhaus                                                    | zweigeschossiger Satteldachbau mit Schweif- und Fachwerkgiebel, 17. Jahrhundert | D-7-73-144-29  | Ehemaliges Ackerbürgerhaus            |
| Burgstraße 2 (Standort)                                               | Wohnhaus                                                                      | zweigeschossiges Giebelhaus mit vorkragendem Giebel, Fachwerk unter Verputz, 17. Jahrhundert | D-7-73-144-30  | Wohnhaus                              |
| Burgstraße 7 (Standort)                                               | Ehemaliges Ackerbürgerhaus                                                    | zweigeschossiges Giebelhaus mit steilem Satteldach, vorkragendem Obergeschoss und Giebelgeschossen, wohl Mitte 15. Jahrhundert erbaut | D-7-73-144-31  | Ehemaliges Ackerbürgerhaus            |
| Burgstraße 9 (Standort)                                               | Bürgerhaus                                                                    | zweigeschossiger, giebelständiger Fachwerkbau mit Satteldach und vorkragendem Ober- und Giebelgeschoss, 17. Jahrhundert | D-7-73-144-33  | Bürgerhaus                            |
| Deutz-Fahr-Straße 1, Wittislinger Straße 7 (Standort)                 | Gießereigebäude der ehemaligen Maschinenfabrik und Eisengießerei Ködel & Böhm | eingeschossiger Hallenbau mit basilikalem Querschnitt, gestelzte Eisenfachwerkbinderkonstruktion, gemauerte Außenwände mit Rund- und Segmentbogenöffnungen, Lisenengliederung und geschweiften Vorschussgiebeln, von Carl Baas, 1914, Fassaden purifiziert                                                                            | D-7-73-144-357 | BW                                    |
| Dillinger Straße 18 (Standort)                                        | Gartentor                                                                     | Korbbogentor mit Wangenmauern, Pilastergliederung und profiliertem Gesims, Anfang 19. Jahrhundert | D-7-73-144-35  | BW                                    |
| Dillinger Straße 26 (Standort)                                        | Ehemaliges Speicherhaus                                                       | erdgeschossiger Mansarddachbau mit Krüppelwalmen, dreischiffiger Ständerbau mit Bruchsteinwänden, 2. Hälfte 18. Jahrhundert; Pavillon, quadratischer Mansarddachbau mit Putzgliederung, 2. Hälfte 18. Jahrhundert | D-7-73-144-36  | BW                                    |
| Dillinger Straße 62 (Standort)                                        | Katholische Kapelle Herrgottsruh                                              | querovaler Zentralbau, von Joseph Hieber, 1750; mit Ausstattung | D-7-73-144-72  | weitere Bilder                        |
| Donaustraße 1 (Standort)                                              | Bürgerhaus                                                                    | dreigeschossiger Walmdachbau mit vorkragenden Obergeschossen, an der Brunnentalseite fünfgeschossig mit Mauervorlagen und Balkonen, um 1600; Treppe zum Unteren Brunnental, wohl 17./18. Jahrhundert; siehe auch Eintrag Stadtbefestigung                                                                                             | D-7-73-144-37  | Bürgerhaus                            |
| Donaustraße 2 (Standort)                                              | Bürgerhaus                                                                    | schmales dreigeschossiges Traufseithaus mit Satteldach und Dachgaube, im Kern 16. Jahrhundert; siehe Albertusstraße 10 | D-7-73-144-38  | Bürgerhaus                            |
| Donaustraße 3 a, 3 b, 3 c (Standort)                                  | Bürgerhaus                                                                    | dreigeschossiges Traufseithaus mit Wellengiebeln und Ladegauben, 2. Obergeschoss vorkragend, talseitig vier Geschosse, Holzbalkone und Stützpfeiler, 16./17. Jahrhundert; siehe auch Eintrag Stadtbefestigung | D-7-73-144-39  | Bürgerhaus                            |
| Donaustraße 6, 7, 8, 11, 13 (Standort)                                | Ehemalige Handwerkerhäuser                                                    | zweigeschossige Traufseithäuser, unter einem Satteldach, Stützmauer zum Unteren Brunnental, im Kern 16. Jahrhundert; siehe auch Eintrag Stadtbefestigung | D-7-73-144-42  | Ehemalige Handwerkerhäuser            |
| Donaustraße 9 (Standort)                                              | Bürgerhaus                                                                    | dreigeschossiges Giebelhaus mit Mansarddach und Putzgliederung, Rokokotüre, 18. Jahrhundert | D-7-73-144-43  | Bürgerhaus                            |
| Donaustraße 12 (Standort)                                             | Bürgerhaus                                                                    | stattliches dreigeschossiges Giebelhaus mit Ladeluken und Aufzugsbalken, im Kern wohl 16. Jahrhundert | D-7-73-144-45  | Bürgerhaus                            |
| Donaustraße 14 (Standort)                                             | Bürgerhaus                                                                    | dreigeschossiges Traufseithaus mit Satteldach und klassizistischem Fassadendekor, Anfang 19. Jahrhundert, im Kern älter | D-7-73-144-47  | Bürgerhaus                            |
| Donaustraße 15 (Standort)                                             | Riedertor (auch Riedbogen genannt)                                            | Riedertor (auch Riedbogen genannt), Wohn- und Torhaus mit Satteldach, drei- bis viergeschossiges Eckhaus mit Durchfahrt zum Unteren Brunnental, vorkragende Obergeschosse, Fachwerk verputzt, 16./17. Jahrhundert; siehe Stadtbefestigung                                                                                             | D-7-73-144-48  | Riedertor (auch Riedbogen genannt)    |
| Donaustraße 16 a, 16 b, 16 c (Standort)                               | Ehemalige Weberschau mit Fleischbank                                          | zweigeschossiges Traufseithaus mit Satteldach und vorkragendem Obergeschoss, Brunnentalseite viergeschossig mit Stützmauer, vor 1617 errichtet | D-7-73-144-49  | Ehemalige Weberschau mit Fleischbank  |
| Donaustraße 19 (Standort)                                             | Bürgerhaus                                                                    | dreigeschossiger Traufseitbau mit Satteldach und spätklassizistischem Fassadendekor, wohl Mitte 19. Jahrhundert | D-7-73-144-50  | Bürgerhaus                            |
| Donaustraße 20 (Standort)                                             | Bürgerhaus                                                                    | zweigeschossiges Traufseithaus, abgewalmt, talseitig dreigeschossig mit Holzvorbau und Galerien, im Kern um 1600 | D-7-73-144-51  | BW                                    |
| Donaustraße 25 (Standort)                                             | Bürgerhaus                                                                    | stattlicher dreigeschossiger Giebelbau mit profilierten Giebelgesimsen, Traufseiten und Giebel zum Brunnental Fachwerk, 17. Jahrhundert | D-7-73-144-52  | weitere Bilder                        |
| Donaustraße 30 (Standort)                                             | Tränktor                                                                      | Tränktor, dreigeschossiger Satteldachturm mit spitzbogiger Durchfahrt und Strebepfeilern, Zugang zum Wehrgang, 1336 erwähnt; siehe auch Eintrag Stadtbefestigung | D-7-73-144-53  | weitere Bilder                        |
| Geiselinastraße 1 (Standort)                                          | Bürgerhaus                                                                    | dreigeschossiges Traufseithaus, Stichbogenfenster im Erdgeschoss und Vorkragung des 2. Obergeschosses, gleichgestaltet mit Herzog-Georg-Straße 21, wohl 17. Jahrhundert, umgestaltet 19. Jahrhundert | D-7-73-144-57  | Bürgerhaus                            |
| Geiselinastraße 2 (Standort)                                          | Bürgerhaus                                                                    | dreigeschossiges Giebelhaus mit weit vorkragendem Obergeschoss, Eckkonsolen, im Kern 16./17. Jahrhundert | D-7-73-144-58  | Bürgerhaus                            |
| Geiselinastraße 3, 4 (Standort)                                       | Ehemaliges Gasthaus zum Rebstock                                              | dreigeschossiges Traufseithaus, 2. Obergeschoss vorkragend, rückseitig hölzerner Laubengang, 17. Jahrhundert | D-7-73-144-59  | Ehemaliges Gasthaus zum Rebstock      |
| Geiselinastraße 5 (Standort)                                          | Wohnhaus                                                                      | zweigeschossiger, giebelständiger Satteldachbau mit traufseitigem Anbau, Obergeschoss vorkragend, im Kern 17. Jahrhundert | D-7-73-144-60  | Wohnhaus                              |
| Geiselinastraße 6 (Standort)                                          | Bürgerhaus                                                                    | schmaler dreigeschossiger Giebelbau mit vorkragenden Obergeschossen, Rundbogenfries an der Nordseite, wohl 16. Jahrhundert | D-7-73-144-61  | Bürgerhaus                            |
| Geiselinastraße 12 (Standort)                                         | Bürgerhaus                                                                    | ehemaliges Wachszieherhaus, stattliches dreigeschossiges Eckhaus mit Satteldach und vorkragenden Fachwerkobergeschossen, ehemals bezeichnet 1586 | D-7-73-144-62  | Bürgerhaus                            |
| Geiselinastraße 13 (Standort)                                         | Wohnhaus                                                                      | ehemalige Ritter- und Zunftherberge mit Gasthaus Krone, dreigeschossiges Eckhaus mit Krüppelwalm und dreifach vorkragendem Fachwerkgiebel, im Kern 1584, 1888 und 1909 nach Bränden erneuert | D-7-73-144-63  | Wohnhaus                              |
| Geiselinastraße 14 (Standort)                                         | Ehemaliges Gasthaus zum Adler                                                 | dreigeschossiges Giebelhaus mit Satteldach und hohem Sockelgeschoss, erstes Obergeschoss vorkragend, 16./17. Jahrhundert | D-7-73-144-64  | weitere Bilder                        |
| Geiselinastraße 15 (Standort)                                         | Bürgerhaus                                                                    | viergeschossiger Giebelbau mit Satteldach und vorkragenden Obergeschossen, wohl 17. Jahrhundert, Veränderungen 18. Jahrhundert | D-7-73-144-65  | Bürgerhaus                            |
| Geiselinastraße 21 (Standort)                                         | Bürgerhaus                                                                    | dreigeschossiger Giebelbau mit Satteldach und hofseitiger Erweiterung in Fachwerk, 1518 (Dendro), Fassadengestaltung neugotisch, 3. Viertel 19. Jahrhundert | D-7-73-144-66  | Bürgerhaus                            |
| Geiselinastraße 23 (Standort)                                         | Wohnhaus                                                                      | dreigeschossiger, traufständiger Satteldachbau mit flachbogiger Durchfahrt und vorkragendem Obergeschoss, auf profilierten Konsolen, im Kern 16./17. Jahrhundert | D-7-73-144-67  | Wohnhaus                              |
| Geiselinastraße 25 (Standort)                                         | Bürgerhaus                                                                    | stattliches dreigeschossiges Giebelhaus mit dreigeschossigem Giebel und Rokokotüre, im Kern 17. Jahrhundert, Veränderungen 18. und 19. Jahrhundert | D-7-73-144-68  | Bürgerhaus                            |
| Geiselinastraße 26 (Standort)                                         | Ehemalige Schmiede                                                            | traufseitiges zweigeschossiges Eckhaus mit Satteldach und vorkragendem Obergeschoss, 16./17. Jahrhundert | D-7-73-144-69  | Ehemalige Schmiede                    |
| Herbergstraße 4 (Standort)                                            | Bürgerhaus                                                                    | zweigeschossiger, giebelständiger Satteldachbau mit vorkragendem Giebel und Giebelgeschoss, 17. Jahrhundert | D-7-73-144-70  | Bürgerhaus                            |
| Herbergstraße 8 (Standort)                                            | Bürgerhaus                                                                    | zweigeschossiger, giebelständiger Satteldachbau, Obergeschoss auf Stichbögen vorkragend, 16./17. Jahrhundert; römischer Sitzstein, vor dem Haus | D-7-73-144-71  | Bürgerhaus                            |
| Herzog-Georg-Straße 1 a, 1 b (Standort)                               | Ehemaliges Benefiziatenhaus                                                   | zweigeschossiger Walmdachbau mit Mittelrisalit, von Johann Georg Launer, 1786 | D-7-73-144-74  | weitere Bilder                        |
| Herzog-Georg-Straße 4 (Standort)                                      | Gasthaus zur goldenen Rose                                                    | zweigeschossiger Mansarddachbau mit profiliertem Traufgesims, im Kern wohl 1486, im 18. Jahrhundert und 1960 umgestaltet | D-7-73-144-75  | weitere Bilder                        |
| Herzog-Georg-Straße 5, 6, 7 (Standort)                                | Bürgerhaus                                                                    | langgestrecktes zweigeschossiges Traufseithaus in drei Teilen, im Norden und Süden abgewalmt, Putzgliederung, im Kern 18. Jahrhundert | D-7-73-144-76  | Bürgerhaus                            |
| Herzog-Georg-Straße 9 (Standort)                                      | Bürgerhaus                                                                    | dreigeschossiger Walmdachbau mit Zwerchgiebel, 17./18. Jahrhundert | D-7-73-144-77  | Bürgerhaus                            |
| Herzog-Georg-Straße 11 (Standort)                                     | Bürgerhaus                                                                    | zweigeschossiges Giebelhaus mit reich gestalteter neugotischer Fassade, 1852, im Kern älter | D-7-73-144-78  | Bürgerhaus                            |
| Herzog-Georg-Straße 12 (Standort)                                     | Gasthaus zum Schimmel                                                         | dreigeschossiges Traufseithaus mit Satteldach und Segmentbogenfenstern, wohl 18. Jahrhundert, über älterem Kern | D-7-73-144-79  | weitere Bilder                        |
| Herzog-Georg-Straße 14 (Standort)                                     | Bürgerhaus                                                                    | zweigeschossiges Giebelhaus mit korbbogiger Durchfahrt und geohrtem Giebel mit zwei von Vierpassfenstern flankierten Ladeluken, im Kern 17. Jahrhundert | D-7-73-144-80  | Bürgerhaus                            |
| Herzog-Georg-Straße 17 (Standort)                                     | Rathaus                                                                       | dreigeschossige, unregelmäßige Vierflügelanlage, Sattel- und Walmdächer, reich gegliederte Fassade mit Mittelrisalit zum Marktplatz, nach Entwurf von Joseph Dossenberger d. J. und Lorenzo Quaglio, erbaut von Johann Georg Launer, 1783–90                                                                                          | D-7-73-144-82  | weitere Bilder                        |
| Herzog-Georg-Straße 18 (Standort)                                     | Schimmelturm                                                                  | Schimmelturm, ehem. Hofturm, quadratischer Turm mit oktogonalem Aufsatz und Laterne, 1457–78 erbaut, 1571 erhöht | D-7-73-144-83  | weitere Bilder                        |
| Herzog-Georg-Straße 19 (Standort)                                     | Bürgerhaus                                                                    | dreigeschossiger Walmdachbau mit profiliertem Traufgesims und rustizierten Ecklisenen, im Kern 18. Jahrhundert, Erker, bezeichnet 1927 | D-7-73-144-84  | Bürgerhaus                            |
| Herzog-Georg-Straße 20 (Standort)                                     | Bürgerhaus                                                                    | dreigeschossiges Giebelhaus mit Satteldach, im Kern 16./17. Jahrhundert, Staffelgiebel 19. Jahrhundert | D-7-73-144-85  | Bürgerhaus                            |
| Herzog-Georg-Straße 21 (Standort)                                     | Bürgerhaus                                                                    | dreigeschossiges Eckhaus mit Satteldach, 2. Obergeschoss vorkragend, 17./18. Jahrhundert | D-7-73-144-86  | Bürgerhaus                            |
| Herzog-Georg-Straße 22 (Standort)                                     | Ehemaliges Hallgebäude                                                        | Salz- und Weinstadel, Walmdachbau, im Kern 15./16. Jahrhundert, Veränderungen 18./19. Jahrhundert | D-7-73-144-87  | weitere Bilder                        |
| Herzog-Georg-Straße 25 (Standort)                                     | Ehemaliges Gasthaus zum Greifen                                               | zweigeschossiger Giebelbau mit Satteldach und dreigeschossigem Giebel, durch profilierte Gesimse geteilt, um 1600 errichtet, Veränderungen 19./20. Jahrhundert | D-7-73-144-88  | Ehemaliges Gasthaus zum Greifen       |
| Herzog-Georg-Straße 26 (Standort)                                     | Bürgerhaus                                                                    | zweigeschossiges Giebelhaus mit Satteldach, Obergeschoss auf Stichbögen vorkragend, Giebel mit Lisenengliederung, um 1600 | D-7-73-144-89  | Bürgerhaus                            |
| Herzog-Georg-Straße 28 (Standort)                                     | Bürgerhaus                                                                    | dreigeschossiger Traufseitbau mit Satteldach und Volutengiebel mit Lisenen und Gesimsen, angeblich 1604 von Franz Vältin erbaut | D-7-73-144-90  | weitere Bilder                        |
| Herzog-Georg-Straße 29 (Standort)                                     | Ehemalige Schranne                                                            | stattlicher zweigeschossiger, giebelständiger Satteldachbau mit dreigeschossigem Giebel, spitzbogige Öffnungen im Erdgeschoss, am Giebel Schwalbenschwanzzinnen, 1. Hälfte 16. Jahrhundert | D-7-73-144-91  | weitere Bilder                        |
| Herzog-Georg-Straße 30 (Standort)                                     | Ehemaliges Gasthaus Hirschbräu                                                | zweigeschossiges Giebelhaus mit dreigeschossigem Volutengiebel, 17. Jahrhundert, Umbau 1913 | D-7-73-144-92  | weitere Bilder                        |
| Herzog-Georg-Straße 33 (Standort)                                     | Ehemaliges Gasthaus zum Schwan                                                | zweigeschossiger, giebelständiger Satteldachbau mit reich gegliedertem Volutengiebel des 19. Jahrhunderts, im Kern wohl 17. Jahrhundert | D-7-73-144-95  | Ehemaliges Gasthaus zum Schwan        |
| Herzog-Georg-Straße 38 (Standort)                                     | Ehemalige Glockengießerei                                                     | zweigeschossiges Eckhaus mit Satteldach und dreigeschossigem Giebel, Zierfachwerk aufgebrettert, bezeichnet 1685 | D-7-73-144-96  | Ehemalige Glockengießerei             |
| Herzog-Georg-Straße 40 (Standort)                                     | Ehemaliges Pfarrmesnerhaus                                                    | zweigeschossiger Walmdachbau mit Lisenengliederung, 1. Hälfte 19. Jahrhundert | D-7-73-144-97  | Ehemaliges Pfarrmesnerhaus            |
| Herzog-Georg-Straße 47 (Standort)                                     | Katholische Stadtpfarrkirche St. Martin                                       | dreischiffige Hallenkirche, wohl von Hans Hieber und Stephan Weyrer d. Ä., 1516; mit Ausstattung | D-7-73-144-98  | weitere Bilder                        |
| Herzog-Georg-Straße 49 (Standort)                                     | Pfarrhaus                                                                     | dreigeschossiger Walmdachbau, 18. Jahrhundert, Veränderungen 19. Jahrhundert | D-7-73-144-100 | weitere Bilder                        |
| Herzog-Georg-Straße 50 (Standort)                                     | Ehemaliges Zehentmeisterhaus                                                  | zweigeschossiger Satteldachbau mit vorkragendem Giebel, Fachwerk verputzt, 17. Jahrhundert | D-7-73-144-101 | Ehemaliges Zehentmeisterhaus          |
| Herzog-Georg-Straße 52 (Standort)                                     | Bürgerhaus                                                                    | zweigeschossiges Giebelhaus mit Satteldach, Putzdekor und Fachwerkgiebel, 17./18. Jahrhundert | D-7-73-144-102 | weitere Bilder                        |
| Herzog-Georg-Straße 53 (Standort)                                     | Ehemaliger Kaisheimer Kasten                                                  | dreigeschossiges Traufseithaus mit Satteldach und schmalem Anbau, Fassadenerkern und Putzbanddekor, 1698–1701 | D-7-73-144-103 | Ehemaliger Kaisheimer Kasten          |
| Herzog-Georg-Straße 56 (Standort)                                     | Ehemaliges Gasthaus des St.-Agnes-Klosters                                    | zweigeschossiges Giebelhaus mit Stichbogenportal und Gesimsteilung, geohrter Giebel mit diamantierten Blenden, von Gilg Vältin, um 1610 | D-7-73-144-104 | weitere Bilder                        |
| Herzog-Georg-Straße 57 a (Standort)                                   | Ehemaliges Redzimmer des St.-Agnes-Klosters                                   | heute Heimathaus, zweigeschossiges Giebelhaus mit Satteldach und traufseitigem Anbau mit Tordurchfahrt, spätgotischer Fialengiebel, Anfang 16. Jahrhundert; mit Ausstattung; Grenzstein, Wappen Bayern und Lauingen, 16. Jahrhundert                                                                                                  | D-7-73-144-105 | weitere Bilder                        |
| Herzog-Georg-Straße 60 (Standort)                                     | Bürgerhaus                                                                    | stattliches zweigeschossiges, giebelständiges Doppelhaus mit Satteldach und vorkragenden Obergeschossen, im Kern 16./17. Jahrhundert | D-7-73-144-106 | weitere Bilder                        |
| Herzog-Georg-Straße 61 (Standort)                                     | Bürgerhaus                                                                    | zweigeschossiges Giebelhaus mit Satteldach und vorkragenden Ober- und Giebelgeschossen, 17. Jahrhundert, Veränderungen 18.–20. Jahrhundert | D-7-73-144-107 | Bürgerhaus                            |
| Herzog-Georg-Straße 62 (Standort)                                     | Bürgerhaus                                                                    | dreigeschossiges Giebelhaus mit Satteldach und vorkragenden Obergeschossen, im Kern 16./17. Jahrhundert, Fassadendekor um 1860/70; im Hof Bruchsteinmauer mit Schartöffnungen und Segmentbogennische, wohl 14./15. Jahrhundert | D-7-73-144-108 | Bürgerhaus                            |
| Herzog-Georg-Straße 66 (Standort)                                     | Bürgerhaus                                                                    | dreigeschossiges Traufseithaus mit Satteldach, Obergeschosse über Stichbögen vorkragend, Fenstererker, 17./18. Jahrhundert | D-7-73-144-109 | Bürgerhaus                            |
| Herzog-Georg-Straße 67 (Standort)                                     | Bürgerhaus                                                                    | dreigeschossiges Traufseithaus mit Satteldach und Zwerchhaus, über Stich- und Segmentbögen vorkragende Obergeschosse, im Kern 17. Jahrhundert, Fassade 1845/46 | D-7-73-144-110 | Bürgerhaus                            |
| Herzog-Georg-Straße 69 (Standort)                                     | Bürgerhaus                                                                    | zweigeschossiger Traufseitbau mit Satteldach und vorkragendem Obergeschoss, im Kern 17. Jahrhundert; Innenhof mit Flügelbauten, Laubengang mit Balustergeländer, wohl gleichzeitig | D-7-73-144-111 | weitere Bilder                        |
| Herzog-Georg-Straße 70 (Standort)                                     | Bürgerhaus                                                                    | dreigeschossiger Giebelbau mit Satteldach und vorkragenden Obergeschossen, 17. Jahrhundert | D-7-73-144-112 | Bürgerhaus                            |
| Herzog-Georg-Straße 71 (Standort)                                     | Bürgerhaus                                                                    | ehemaliges dreigeschossiges Giebelhaus mit Walmdach, im Kern wohl 16. Jahrhundert, Fassadendekor Ende 19. Jahrhundert | D-7-73-144-113 | Bürgerhaus                            |
| Herzog-Georg-Straße 72 (Standort)                                     | Bürgerhaus                                                                    | stattliches viergeschossiges Giebelhaus mit Satteldach und reichem Fachwerk, im Kern 16. Jahrhundert, spätere Veränderungen | D-7-73-144-114 | Bürgerhaus                            |
| Herzog-Georg-Straße 73 (Standort)                                     | Bürgerhaus                                                                    | dreigeschossiger Walmdachbau mit Zwerchgiebel, Fassadendekor, 19. Jahrhundert | D-7-73-144-115 | Bürgerhaus                            |
| Herzog-Georg-Straße 74 (Standort)                                     | Bürgerhaus                                                                    | zweigeschossiges Giebelhaus mit Satteldach und Ohren am ersten Giebelgeschoss, Dreipassmaßwerk im Giebel, wohl 1. Hälfte 16. Jahrhundert | D-7-73-144-116 | Bürgerhaus                            |
| Herzog-Georg-Straße 75 (Standort)                                     | Bürgerhaus                                                                    | dreigeschossiges Eckhaus mit Satteldach, vorkragenden Obergeschossen und geohrtem Giebel, wohl 1. Hälfte 16. Jahrhundert | D-7-73-144-117 | Bürgerhaus                            |
| Herzog-Georg-Straße 76 (Standort)                                     | Stadtapotheke                                                                 | stattliches viergeschossiges Eckhaus mit Satteldach und Erkerturm, 2. Obergeschoss mit Stichbögen vorgekragt, im Kern 16. Jahrhundert, Fassadengestaltung 1848 | D-7-73-144-118 | Stadtapotheke                         |
| Herzog-Georg-Straße 78 (Standort)                                     | Bürgerhaus                                                                    | zweigeschossiges Giebelhaus mit Satteldach und vorkragendem Obergeschoss und Giebel, 16. Jahrhundert | D-7-73-144-119 | Bürgerhaus                            |
| Herzog-Georg-Straße 82 (Standort)                                     | Bürgerhaus                                                                    | zweigeschossiger Giebelbau mit Satteldach, vorkragendem Obergeschoss und dreigeschossigem Giebel, 16./17. Jahrhundert | D-7-73-144-122 | Bürgerhaus                            |
| Herzog-Georg-Straße 86 (Standort)                                     | Bürgerhaus                                                                    | zweigeschossiger Walmdachbau mit reicher neugotischer Fassadengestaltung, teilweise Bauplastik, um 1860 | D-7-73-144-123 | weitere Bilder                        |
| Herzog-Georg-Straße 87 (Standort)                                     | Wohnhaus                                                                      | zweigeschossiger, giebelständiger Satteldachbau mit Gesimsgliederung und Aufzugsluke, im Kern Ende 14. Jahrhundert, später verändert | D-7-73-144-257 | Wohnhaus                              |
| Herzog-Georg-Straße 91 (Standort)                                     | Bürgerhaus                                                                    | dreigeschossiges schmales Giebelhaus mit Satteldach und traufseitigen Vorkragungen, 17. Jahrhundert | D-7-73-144-124 | Bürgerhaus                            |
| Herzog-Georg-Straße 92 (Standort)                                     | Bürgerhaus                                                                    | zweigeschossiger, giebelständiger Satteldachbau mit Volutengiebel, um 1700 | D-7-73-144-125 | weitere Bilder                        |
| Herzog-Georg-Straße 93 (Standort)                                     | Bürgerhaus                                                                    | zweigeschossiger Giebelbau mit Satteldach, Obergeschoss und Giebelgeschosse Fachwerk mit Vorkragungen, 17. Jahrhundert | D-7-73-144-126 | weitere Bilder                        |
| Herzog-Georg-Straße 95 (Standort)                                     | Katholische Kirche St. Andreas und Joseph                                     | einschiffiger, tonnengewölbter Bau mit eingezogenem Chor, Westfassade mit Schneckenvolutengiebel, ab 1457 errichtet, 1533–54 und 1662 verändert, von Joseph Haller wiederhergestellt, 1721–25; mit Ausstattung | D-7-73-144-127 | weitere Bilder                        |
| Hirschstraße 5 (Standort)                                             | Bürgerhaus                                                                    | zweigeschossiger Giebelbau mit Satteldach und vorkragenden Ober- und Giebelgeschossen, 16./17. Jahrhundert | D-7-73-144-128 | Bürgerhaus                            |
| Hirschstraße 12 (Standort)                                            | Bürgerhaus                                                                    | zweigeschossiges Giebelhaus mit Satteldach und vorkragendem Obergeschoss, 17. Jahrhundert | D-7-73-144-129 | Bürgerhaus                            |
| Hirschstraße 14 (Standort)                                            | Bürgerhaus                                                                    | zweigeschossiges Eckhaus mit Satteldach und Vorkragungen, 17./18. Jahrhundert | D-7-73-144-130 | Bürgerhaus                            |
| Hirschstraße 19 (Standort)                                            | Seelhaus                                                                      | ehemalige Synagoge und Judenschule, stattlicher zweigeschossiger, giebelständiger Satteldachbau mit profiliertem Traufgesims, Giebel und 2. Giebelgeschoss über Korb- und Stichbögen auf abgetreppten Konsolen vorgekragt, wohl 16./17. Jahrhundert                                                                                   | D-7-73-144-131 | weitere Bilder                        |
| Imhofstraße 1, 2 (Standort)                                           | Verkaufshalle                                                                 | langgestrecktes zweigeschossiges Traufseithaus mit Satteldach und Arkadenbögen im Erdgeschoss, Zwerchhaus und Putzgliederung, 17. Jahrhundert; römischer Sitzstein, Säulentrommel | D-7-73-144-133 | Verkaufshalle                         |
| Imhofstraße 3 (Standort)                                              | Bürgerhaus                                                                    | dreigeschossiges Giebelhaus mit Satteldach und vorkragenden, verputzten Fachwerkobergeschossen, Giebel mit Ladeluken und Aufzugsbalken, 16./17. Jahrhundert | D-7-73-144-134 | weitere Bilder                        |
| Imhofstraße 4 (Standort)                                              | Bürgerhaus                                                                    | dreigeschossiges Giebelhaus mit Satteldach und vorkragenden Obergeschossen und Giebel, Ladeluken und Aufzugsrolle, Fachwerk verputzt, 16./17. Jahrhundert, Veränderungen 19. Jahrhundert | D-7-73-144-135 | weitere Bilder                        |
| Imhofstraße 5 (Standort)                                              | Bürgerhaus                                                                    | dreigeschossiger, giebelständiger Satteldachbau mit Fachwerkgiebel, im Kern 17. Jahrhundert, im 19. Jahrhundert erneuert | D-7-73-144-136 | Bürgerhaus                            |
| Imhofstraße 6 (Standort)                                              | Ehemaliges Augsburger oder Raisersches Haus                                   | Gasthaus Drei Mohren, stattliches, dreigeschossiges Eckhaus mit Satteldach und polygonalem Eckerker sowie Flacherkern, von Jakob Herbrot 1554, von Gilg Vältin verändert Anfang 17. Jahrhundert, Fassade verändert 1952 | D-7-73-144-137 | weitere Bilder                        |
| Imhofstraße 7 (Standort)                                              | Bürgerhaus                                                                    | zweigeschossiges Traufseithaus mit Satteldach, 18. Jahrhundert, Fassadendekor Anfang 20. Jahrhundert | D-7-73-144-138 | weitere Bilder                        |
| Imhofstraße 8 (Standort)                                              | Wohnhaus                                                                      | zweigeschossiges Traufseithaus mit Satteldach und vereinfachter Fassade, 1876 | D-7-73-144-139 | Wohnhaus                              |
| Imhofstraße 10 (Standort)                                             | Bürgerhaus                                                                    | dreigeschossiger, traufständiger Satteldachbau mit Erker und Kastengesims, Giebel vorgekragt, 1. Hälfte 17. Jahrhundert | D-7-73-144-140 | Bürgerhaus                            |
| Imhofstraße 12 (Standort)                                             | Bürgerhaus                                                                    | zweigeschossiges Traufseithaus mit Satteldach und vorkragendem 2. Obergeschoss, Kastengesims und Giebelgaube mit Aufzugbalken, im Kern 17. Jahrhundert | D-7-73-144-141 | Bürgerhaus                            |
| Johannesstraße (an der Abzweigung der Wittislinger Straße) (Standort) | Sühnekreuz                                                                    | Kalkstein, 1412 errichtet | D-7-73-144-144 | Sühnekreuz                            |
| Johannesstraße 4 (Standort)                                           | Ehemaliges Armenhaus                                                          | Mesnerhaus, zweigeschossiger, traufständiger Satteldachbau mit Zwerchgaube, 1774 errichtet. Das Haus brannte am 6. Januar 2017 ab. | D-7-73-144-142 | Ehemaliges Armenhaus                  |
| Johannesstraße 5 (Standort)                                           | Katholische Kirche St. Johannes der Täufer                                    | flachgedeckter Saalbau mit Dachreiter, 1672/73 von Hans Peter erbaut; mit Ausstattung; Friedhof mit Grabdenkmälern des 16.–20. Jahrhunderts; Ummauerung | D-7-73-144-143 | weitere Bilder                        |
| Kasimir-Stammel-Straße 1 (Standort)                                   | Schloss                                                                       | Schloss, langgestreckter, dreigeschossiger Satteldachbau mit zwei Rundtürmen, im Kern von Heinrich Behem 1474–82 errichtet, Veränderungen 16.–20. Jahrhundert; mit Ausstattung; siehe Stadtbefestigung | D-7-73-144-156 | weitere Bilder                        |
| Kastenstraße 1 (Standort)                                             | Bürgerhaus                                                                    | Traufseithaus mit vorkragendem, verputztem Fachwerkobergeschoss, Satteldach und Giebelgaube mit Aufzugbalken, wohl 17. Jahrhundert | D-7-73-144-145 | Bürgerhaus                            |
| Kastenstraße 2 (Standort)                                             | Bürgerhaus                                                                    | zweigeschossiges Traufseithaus mit Satteldach und vorkragendem Obergeschoss, 17. Jahrhundert | D-7-73-144-146 | Bürgerhaus                            |
| Kastenstraße 9 a, 9 b (Standort)                                      | Bürgerhaus                                                                    | zweigeschossiges Doppelhaus mit giebelständigem Krüppelwalmdach und vorkragendem Obergeschoss und Giebel, 16./17. Jahrhundert | D-7-73-144-147 | Bürgerhaus                            |
| Kastenstraße 10 (Standort)                                            | Ehemaliges Ackerbürgerhaus                                                    | zweigeschossiger, traufständiger Satteldachbau mit Korbbogentor, Obergeschoss und Giebel verputztes Fachwerk, 17./18. Jahrhundert | D-7-73-144-148 | Ehemaliges Ackerbürgerhaus            |
| Klosterstraße 4 (Standort)                                            | Bürgerhaus                                                                    | zweigeschossiges Giebelhaus mit Satteldach und Fachwerk unter Putz, im Kern 17. Jahrhundert | D-7-73-144-149 | Bürgerhaus                            |
| Klosterstraße 5 (Standort)                                            | Bürgerhaus                                                                    | zweigeschossiges Giebelhaus mit Satteldach und Fachwerk unter Putz, Ladeluken und Aufzugsbalken, im Kern 17. Jahrhundert | D-7-73-144-150 | Bürgerhaus                            |
| Leonhardiweg 23 (Standort)                                            | Katholische Wallfahrtskirche St. Leonhard am Ried                             | flachgedeckter Saalbau, 1664 errichtet, von Johann Peter Streitberger 1731–36 verändert und erweitert; mit Ausstattung; Mesnerhaus, angebautes zweigeschossiges Satteldachhaus, zweigeschossiger Giebel durch korbbogige Fenster gestaltet, wohl 17. Jahrhundert                                                                      | D-7-73-144-55  | weitere Bilder                        |
| Ludwigstraße 1 (Standort)                                             | Ehemaliges Gasthaus Löwen                                                     | zweigeschossiger, traufständiger Satteldachbau mit Eckerker und geschweiftem Giebel, Jugendstil in verfremdeten Formen deutscher Renaissance, um 1910 | D-7-73-144-255 | weitere Bilder                        |
| Ludwigstraße 14 (Standort)                                            | Wasserturm                                                                    | von Karl Hassold, 1914 | D-7-73-144-256 | Wasserturm                            |
| Oberanger 11 (Standort)                                               | Ehemaliges Ackerbürgerhaus                                                    | zweigeschossiger, giebelständiger Wohnstallbau mit vorkragendem Obergeschoss an der Traufseite, im Kern 17. Jahrhundert | D-7-73-144-152 | BW                                    |
| Oberanger 13 (Standort)                                               | Bürgerhaus                                                                    | zweigeschossiges, traufständiges Eckhaus mit Satteldach und vorkragendem Obergeschoss, Gesimsteilungen, 1. Hälfte 18. Jahrhundert | D-7-73-144-153 | Bürgerhaus                            |
| Oberer Wall 1 (Standort)                                              | Bürgerhaus                                                                    | zweigeschossiger Satteldachbau an der staufischen Stadtmauer, Fachwerk verputzt, 17. Jahrhundert | D-7-73-144-155 | BW                                    |
| Oberes Brunnental 1 a (Standort)                                      | Spitalkirche St. Alban und Spital zum Hl. Geist                               | flachgedeckter, einschiffiger Bau mit eingezogenem Chor, nach Entwürfen von Georg von Stengel 1869/70 erbaut, Turm mit oktogonalen Obergeschossen, um 1350; mit Ausstattung; Spitalgebäude, unregelmäßige Zweiflügelanlage mit Verbindungstrakt, im Kern um 1350 errichtet, Veränderungen und teilweise Neugestaltung 20. Jahrhundert | D-7-73-144-158 | weitere Bilder                        |
| Oberes Brunnental 11 (Standort)                                       | Bürgerhaus                                                                    | erdgeschossiges Giebelhaus mit Satteldach und vorkragendem Giebel, an der Brunnentalseite dreigeschossig über hoher Stützmauer, Fachwerk verputzt, im Kern 16./17. Jahrhundert | D-7-73-144-160 | Bürgerhaus                            |
| Oberes Brunnental 16 (Standort)                                       | Wohnhaus                                                                      | Giebelhaus mit Fachwerk unter Putz, 16. Jahrhundert; siehe Stadtbefestigung | D-7-73-144-161 | BW                                    |
| Oberes Brunnental 31 (Standort)                                       | Ehemaliges Ackerbürgerhaus                                                    | erdgeschossiger, traufständiger Wohnteil über hohem Kellergeschoss mit Satteldach und vorkragendem Giebel, 17. Jahrhundert | D-7-73-144-164 | Ehemaliges Ackerbürgerhaus            |
| Oberes Brunnental 35 (Standort)                                       | Bürgerhaus                                                                    | zweigeschossiger, giebelständiger Mansarddachbau mit zweigeschossigem Volutengiebel, 18. Jahrhundert | D-7-73-144-165 | Bürgerhaus                            |
| Oberes Brunnental 36 a, 36 b (Standort)                               | Bürgerhaus                                                                    | giebelständiges, erdgeschossiges Doppelhaus mit steilem Satteldach, wohl Fachwerk unter Putz, im Kern wohl 17. Jahrhundert | D-7-73-144-166 | Bürgerhaus                            |
| Rosenstraße 13 (Standort)                                             | Bürgerhaus                                                                    | zweigeschossiges Giebelhaus mit Satteldach und vorkragendem Fachwerkgiebel, Ende 18. Jahrhundert; siehe Stadtbefestigung | D-7-73-144-168 | Bürgerhaus                            |
| Rosenstraße 15 (Standort)                                             | Bürgerhaus                                                                    | zweigeschossiges Giebelhaus mit Satteldach, Ladeluken und Aufzugsbalken, Fachwerk unter Putz, im Kern 17. Jahrhundert; siehe Stadtbefestigung | D-7-73-144-169 | Bürgerhaus                            |
| Rosenstraße 16 (Standort)                                             | Bürgerhaus                                                                    | zweigeschossiges Giebelhaus mit Satteldach und vorkragendem 1. Obergeschoss, wohl 18. Jahrhundert | D-7-73-144-170 | Bürgerhaus                            |
| Rosenstraße 18 (Standort)                                             | Bürgerhaus                                                                    | zweigeschossiger Giebelbau mit Satteldach und zweigeschossigem Giebel, im Kern 16./17. Jahrhundert; siehe Stadtbefestigung | D-7-73-144-171 | Bürgerhaus                            |
| Rosenstraße 19 (Standort)                                             | Bürgerhaus                                                                    | dreigeschossiger Giebelbau mit Satteldach und vorkragendem 2. Obergeschoss, 16./17. Jahrhundert; siehe Stadtbefestigung | D-7-73-144-172 | Bürgerhaus                            |
| Rosenstraße 20 (Standort)                                             | Bürgerhaus                                                                    | dreigeschossiger Giebelbau mit Satteldach und vorkragendem 2. Obergeschoss, Fachwerk verputzt, im Kern um 1480 (dendro), wohl im 17. Jahrhundert verändert; siehe Stadtbefestigung | D-7-73-144-173 | Bürgerhaus                            |
| Schimmelstraße 3 (Standort)                                           | Bürgerhaus                                                                    | schmales dreigeschossiges Traufseithaus mit Satteldach und vorkragendem 2. Obergeschoss, 17. Jahrhundert | D-7-73-144-174 | Bürgerhaus                            |
| Schimmelstraße 5 a, 5 b (Standort)                                    | Bürgerhaus                                                                    | zweigeschossiges, traufständiges Doppelhaus mit Satteldach und Schleppgaube, wohl Fachwerk unter Verputz, 16./17. Jahrhundert | D-7-73-144-175 | Bürgerhaus                            |
| Schloßstraße 6 (Standort)                                             | Bürgerhaus                                                                    | zweigeschossiger Giebelbau mit Satteldach und Vorsprung an der Traufseite auf Stufenkonsole, 16./17. Jahrhundert | D-7-73-144-176 | Bürgerhaus                            |
| Schloßstraße 12 (Standort)                                            | Bürgerhaus                                                                    | Doppelhaushälfte, dreigeschossiger Traufseitbau mit Satteldach und vorkragendem 2. Obergeschoss, 18. Jahrhundert | D-7-73-144-178 | Bürgerhaus                            |
| Schloßstraße 13 (Standort)                                            | Bürgerhaus                                                                    | zweigeschossiges Giebelhaus mit Satteldach über hohem Keller, Giebel vorkragend, 17. Jahrhundert | D-7-73-144-179 | Bürgerhaus                            |
| Schloßstraße 15 (Standort)                                            | Bürgerhaus                                                                    | zweigeschossiges Giebelhaus mit Satteldach über hohem Keller, 17. Jahrhundert | D-7-73-144-180 | Bürgerhaus                            |
| Schloßstraße 17 (Standort)                                            | Ehemaliges Ackerbürgerhaus                                                    | zweigeschossiges Giebelhaus mit Satteldach und Stichbogentür traufseitig, 17. Jahrhundert | D-7-73-144-182 | Ehemaliges Ackerbürgerhaus            |
| Schloßstraße 27 (Standort)                                            | Ehemaliges Ackerbürgerhaus                                                    | zweigeschossiger, traufständiger Satteldachbau mit profilierten Giebelgesimsen und korbbogiger Scheuneneinfahrt, 17. Jahrhundert | D-7-73-144-185 | Ehemaliges Ackerbürgerhaus            |
| Schloßstraße 33 (Standort)                                            | Bürgerhaus                                                                    | zweigeschossiger Giebelbau mit Satteldach, am Brunnental viergeschossig, mit Fachwerk, im Kern 17. Jahrhundert; siehe Stadtbefestigung | D-7-73-144-186 | Bürgerhaus                            |
| Schloßstraße 34 (Standort)                                            | Bürgerhaus                                                                    | zweigeschossiges Giebelhaus mit Satteldach, Fachwerkbau, Balkon an der Brunnentalseite, im Kern 17. Jahrhundert; siehe Stadtbefestigung | D-7-73-144-187 | Bürgerhaus                            |
| Schloßstraße 35 (Standort)                                            | Bürgerhaus                                                                    | zweigeschossiger Giebelbau mit Satteldach, Fachwerkhaus mit Balkon am Brunnental, 17. Jahrhundert; siehe Stadtbefestigung | D-7-73-144-188 | Bürgerhaus                            |
| Schloßstraße 36 (Standort)                                            | Bürgerhaus                                                                    | zweigeschossiger Giebelbau mit Satteldach und Fachwerk unter Putz, vorkragende Geschosse am Brunnental, 17. Jahrhundert; siehe Stadtbefestigung | D-7-73-144-189 | Bürgerhaus                            |
| Schloßstraße 37 (Standort)                                            | Bürgerhaus                                                                    | zweigeschossiger Giebelbau mit Satteldach und vorkragendem Obergeschoss und Giebel, Ladeluken mit Aufzugbalken, 17. Jahrhundert; siehe Stadtbefestigung | D-7-73-144-190 | Bürgerhaus                            |
| Schloßstraße 38 (Standort)                                            | Bürgerhaus                                                                    | zweigeschossiger Giebelbau mit Satteldach und verputztem Fachwerkgiebel, Balkon am Brunnental, 17. Jahrhundert | D-7-73-144-191 | Bürgerhaus                            |
| Schrannenstraße 1, 2 (Standort)                                       | Bürgerhaus                                                                    | zwei- bzw. dreigeschossiges Doppelhaus zu zwei Giebeln, Grabendach, Fachwerk unter Putz, 17. Jahrhundert | D-7-73-144-194 | Bürgerhaus                            |
| Schrannenstraße 3 (Standort)                                          | Bürgerhaus                                                                    | stattliches dreigeschossiges Giebelhaus mit Satteldach und Doppelluke, 18. Jahrhundert, Veränderungen 19. Jahrhundert | D-7-73-144-195 | Bürgerhaus                            |
| Schrannenstraße 19 (Standort)                                         | Bürgerhaus                                                                    | stattlicher zweigeschossiger Giebelbau mit Satteldach und vorkragenden Giebelgeschossen, 17. Jahrhundert | D-7-73-144-200 | Bürgerhaus                            |
| Schrannenstraße 21 (Standort)                                         | Fabrikbau                                                                     | viergeschossiger Blankziegelbau, mit Backsteingliederungen und Dekor, 2. Hälfte 19. Jahrhundert | D-7-73-144-201 | Fabrikbau                             |
| Schulstraße 14 (Standort)                                             | Bürgerhaus                                                                    | zweigeschossiges Giebelhaus mit Satteldach und vorkragenden Giebelgeschossen, 17./18. Jahrhundert | D-7-73-144-204 | Bürgerhaus                            |
| Schulstraße 17 (Standort)                                             | Bürgerhaus                                                                    | zweigeschossiger, giebelständiger Satteldachbau mit vorkragenden Ober- und Giebelgeschossen, 17. Jahrhundert | D-7-73-144-205 | Bürgerhaus                            |
| Schulstraße 19 (Standort)                                             | Bürgerhaus                                                                    | zweigeschossiges Giebelhaus mit Satteldach und Vorkragungen, traufseitig Laubengang, 16./17. Jahrhundert | D-7-73-144-206 | Bürgerhaus                            |
| Schulstraße 20 (Standort)                                             | Bürgerhaus                                                                    | Traufseithaus mit Satteldach und vorkragendem 2. Obergeschoss, Rückseite zweigeschossig, 17. Jahrhundert | D-7-73-144-207 | Bürgerhaus                            |
| Schulstraße 25 (Standort)                                             | Wohnhaus                                                                      | zweigeschossiger Giebelbau mit Satteldach und weit vorkragendem Obergeschoss und Giebel, Fachwerk verputzt, im Kern um 1390 (dendro), 17. Jahrhundert | D-7-73-144-208 | Wohnhaus                              |
| Schulstraße 26 (Standort)                                             | Bürgerhaus                                                                    | zweigeschossiger Traufseithaus mit Satteldach und Dachgaube, Fachwerkgiebel unter Putz, im Kern 17. Jahrhundert | D-7-73-144-209 | Bürgerhaus                            |
| Schulstraße 29 (Standort)                                             | Bürgerhaus                                                                    | dreigeschossiges Traufseithaus mit Krüppelwalmdach, Giebelfeld und Obergeschoss vorkragend, 17. Jahrhundert | D-7-73-144-210 | Bürgerhaus                            |
| Schwanenstraße 9 (Standort)                                           | Ehemaliges Brauhaus                                                           | zweigeschossiger Satteldachbau, um 1880; ehemalige Malzdörre, dreigeschossiger Blankziegelbau mit Satteldach, um 1896 | D-7-73-144-260 | Ehemaliges Brauhaus                   |
| Schwanenstraße 14 (Standort)                                          | Bürgerhaus                                                                    | stattliches zweigeschossiges Giebelhaus mit Krüppelwalm, Obergeschoss und Giebelgeschosse vorkragend, im Kern wohl 16./17. Jahrhundert | D-7-73-144-212 | weitere Bilder                        |
| Schwanenstraße 15, 16 (Standort)                                      | Ehemaliges Ackerbürgerhaus                                                    | zweigeschossiges Giebelhaus über hohem Kellergeschoss mit Satteldach und vorkragendem Obergeschoss, wohl 17. Jahrhundert | D-7-73-144-213 | Ehemaliges Ackerbürgerhaus            |
| Schwanenstraße 22 (Standort)                                          | Bürgerhaus                                                                    | zweigeschossiger Traufseitbau mit Satteldach und verputztem Fachwerk, im Kern 17. Jahrhundert, im 19. Jahrhundert verändert | D-7-73-144-214 | Bürgerhaus                            |
| Segrepromenade 3 (Standort)                                           | Ehemalige Salzlände                                                           | zweigeschossiger schmaler Walmdachbau, wohl um 1800 erbaut | D-7-73-144-54  | weitere Bilder                        |
| Stadtvogteistraße 1 (Standort)                                        | Wohnhaus                                                                      | zweigeschossiger Traufseitbau mit Satteldach und Aufzugsgaube, im Kern um 1556 (Dendro), später verändert | D-7-73-144-258 | Wohnhaus                              |
| Stadtvogteistraße 3 (Standort)                                        | Bürgerhaus                                                                    | zweigeschossiges Giebelhaus mit Satteldach, wohl 17. Jahrhundert | D-7-73-144-215 | Bürgerhaus                            |
| Stadtvogteistraße 6 (Standort)                                        | Wohnhaus                                                                      | zweigeschossiger Satteldachbau mit ehem. Aufzugsluke, im Kern 15. Jahrhundert, später verändert | D-7-73-144-259 | BW                                    |
| Unteres Brunnental 12 a, 12 b (Standort)                              | Ehemaliges Ackerbürgerhaus                                                    | eingeschossiger Satteldachbau mit vorkragenden Giebelgeschossen, Fachwerkobergeschoss, wohl 17. Jahrhundert | D-7-73-144-221 | Ehemaliges Ackerbürgerhaus            |
| Unteres Brunnental 15 (Standort)                                      | Ehemaliges Ackerbürgerhaus                                                    | zweigeschossiges Giebelhaus mit Satteldach, 17. Jahrhundert | D-7-73-144-222 | Ehemaliges Ackerbürgerhaus            |
| Unteres Brunnental 16 (Standort)                                      | Ehemaliges Ackerbürgerhaus                                                    | zweigeschossiges Giebelhaus mit traufseitigem Laubengang unter Schleppdach, 17. Jahrhundert | D-7-73-144-223 | Ehemaliges Ackerbürgerhaus            |
| Unteres Brunnental 22 (Standort)                                      | Ehemaliges Ackerbürgerhaus                                                    | zweigeschossiges Traufseithaus mit steilem Satteldach, 17./18. Jahrhundert | D-7-73-144-225 | Ehemaliges Ackerbürgerhaus            |
| Unteres Brunnental 23 (Standort)                                      | Ehemaliges Ackerbürgerhaus                                                    | zweigeschossiger Satteldachbau mit vorkragendem Obergeschoss und Giebel, Fachwerk verputzt, im Kern wohl 17. Jahrhundert; Fachwerkstadel, wohl gleichzeitig | D-7-73-144-226 | Ehemaliges Ackerbürgerhaus            |
| Unteres Brunnental 29 (Standort)                                      | Ehemaliges Ackerbürgerhaus                                                    | schlichtes zweigeschossiges Giebelhaus mit Greddach, 17. Jahrhundert | D-7-73-144-228 | Ehemaliges Ackerbürgerhaus            |
| Unteres Brunnental 30 (Standort)                                      | Ehemaliges Ackerbürgerhaus                                                    | zweigeschossiges Giebelhaus mit vorkragendem Obergeschoss und Greddach, 17. Jahrhundert | D-7-73-144-229 | Ehemaliges Ackerbürgerhaus            |
| Unteres Brunnental 34 (Standort)                                      | Bürgerhaus                                                                    | zweigeschossiger, giebelständiger Satteldachbau an der Stadtmauer, mit traufseitiger Galerie und Fachwerkobergeschoss, Giebelvorkragungen, 17. Jahrhundert | D-7-73-144-230 | Bürgerhaus                            |
| Unteres Brunnental 42 (Standort)                                      | Bürgerhaus                                                                    | dreigeschossiges Giebelhaus mit Satteldach, an der Stadtmauer, Zugang vom Wehrgang, 17. Jahrhundert | D-7-73-144-233 | Bürgerhaus                            |
| Wittelsbacherplatz 5 (Standort)                                       | Ehemalige Turnhalle                                                           | jetzt Stadeltheater, zweigeschossiger Sichtziegelbau mit Satteldach, Fassadengestaltung in Rundbogenformen, 1893 | D-7-73-144-254 | Ehemalige Turnhalle                   |
| Wittislinger Straße (südlich der Kalinnastraße) (Standort)            | Steinkreuz                                                                    | spätmittelalterlich | D-7-73-144-11  | BW                                    |
| Zenettistraße 9 (Standort)                                            | Bürgerhaus                                                                    | zweigeschossiger, giebelständiger Satteldachbau mit Volutengiebel, traufseitig vorkragend, Anfang 17. Jahrhundert, Veränderungen 19. Jahrhundert | D-7-73-144-237 | Bürgerhaus                            |
| Zenettistraße 32 (Standort)                                           | Bürgerhaus                                                                    | zweigeschossiges Giebelhaus mit Satteldach und Vorkragung über abgetreppten Konsolen, wohl 16. Jahrhundert | D-7-73-144-240 | Bürgerhaus                            |
| Zenettistraße 34 a, 34 b (Standort)                                   | Bürgerhaus                                                                    | zweigeschossiges, giebelständiges Doppelhaus mit Satteldach und weit vorkragendem Obergeschoss, Fachwerk verputzt, wohl 16. Jahrhundert | D-7-73-144-241 | Bürgerhaus                            |
| Zenettistraße 35 (Standort)                                           | Bürgerhaus                                                                    | zweigeschossiges Giebelhaus mit Satteldach und weit vorkragendem Obergeschoss, 17. Jahrhundert | D-7-73-144-242 | Bürgerhaus                            |

### Birkackerhöfe
| Lage                        | Objekt              | Beschreibung                               | Akten-Nr.      | Bild |
| --------------------------- | ------------------- | ------------------------------------------ | -------------- | ---- |
| Birkacker Höfe 9 (Standort) | Katholische Kapelle | 1952; mit historischen Ausstattungsstücken | D-7-73-144-247 | BW   |

### Faimingen
| Lage                                 | Objekt                               | Beschreibung | Akten-Nr.      | Bild       |
| ------------------------------------ | ------------------------------------ | --- | -------------- | ---------- |
| Magnus-Scheller-Straße 6 (Standort)  | Bauernhaus                           | Bauernhaus, eingeschossiger, giebelständiger Mitterstallbau mit überhöhter Tenne und Traufknoten, wohl 1. Hälfte 19. Jahrhundert                                                           | D-7-73-144-248 | Bauernhaus |
| Magnus-Scheller-Straße 27 (Standort) | Katholische Filialkirche St. Blasius | Katholische Filialkirche St. Blasius, barocker Saalbau mit eingezogenem, halbrundem Chor und Dachreiter, vermutlich nach Entwurf von Johann Windschmidt 1710/11 errichtet; mit Ausstattung | D-7-73-144-249 | BW         |

### Frauenriedhausen
| Lage                     | Objekt                                    | Beschreibung | Akten-Nr.      | Bild           |
| ------------------------ | ----------------------------------------- | --- | -------------- | -------------- |
| Dorfstraße 19 (Standort) | Katholische Pfarrkirche Mariä Himmelfahrt | einschiffiger Bau mit Flachdecke und eingezogenem, quadratischem Chor, im Kern 13. Jahrhundert, Dachreiter und Umgestaltung durch Balthasar Suiter 1734; mit Ausstattung | D-7-73-144-250 | weitere Bilder |
| Dorfstraße 37 (Standort) | Ehemaliges Gasthaus zum Goldenen Kreuz    | jetzt Bauernhaus, zweigeschossiger, giebelständiger Satteldachbau mit gewölbtem Stall im erneuerten Wirtschaftsgebäude, um 1800                                          | D-7-73-144-253 | BW             |

### Veitriedhausen
| Lage                                  | Objekt                            | Beschreibung | Akten-Nr.      | Bild           |
| ------------------------------------- | --------------------------------- | --- | -------------- | -------------- |
| Sankt-Veit-Straße 8 (Standort)        | Katholische Filialkirche St. Veit | einschiffiger Bau mit eingezogenem Chor, Langhaus mit Flachdecke, Turmunterbau und Grundmauern spätmittelalterlich, 1661–84 Behebung von Kriegsschäden, 1728 Umbau, 1701 Neubau des Turmes; mit Ausstattung; in ummauertem Friedhof | D-7-73-144-251 | weitere Bilder |
| Westlich vom Faiminger Weg (Standort) | Feldkapelle                       | Feldkapelle, 19. Jahrhundert; mit Ausstattung | D-7-73-144-252 | BW             |

## Ehemalige Baudenkmäler
In diesem Abschnitt sind Objekte aufgeführt, die früher einmal in der Denkmalliste eingetragen waren, jetzt aber nicht mehr. Objekte, die in anderem Zusammenhang – also z. B. als Teil eines Baudenkmals – weiter eingetragen sind, sollen hier nicht aufgeführt werden. Aktennummern in diesem Abschnitt sind ehemalige, jetzt nicht mehr gültige Aktennummern.

| Lage                                      | Objekt                     | Beschreibung | Akten-Nr.      | Bild                       |
| ----------------------------------------- | -------------------------- | --- | -------------- | -------------------------- |
| Lauingen Albertusstraße 5 (Standort)      | Bürgerhaus                 | zweigeschossiges Giebelhaus mit Segmentbogentor und dreigeschossigem Giebel, 17. Jahrhundert                                                                                            | D-7-73-144-3   | Bürgerhaus                 |
| Lauingen Oberes Brunnental 9 b (Standort) | Bürgerhaus                 | zweigeschossiges Giebelhaus mit Satteldach und Vorkragungen, Fachwerk verputzt, hohe Stützmauer an der Brunnentalseite, Holzbalkon, im Kern 16./17. Jahrhundert; siehe Stadtbefestigung | D-7-73-144-159 | Bürgerhaus                 |
| Lauingen Schrannenstraße 10 (Standort)    | Ehemaliges Ackerbürgerhaus | erdgeschossiger Satteldachbau mit Scheune unter Querfirst, glatte Giebel- und Traufgesimse, 17./18. Jahrhundert; mit Schulstr. 10                                                       | D-7-73-144-199 | Ehemaliges Ackerbürgerhaus |

## Abgegangene Baudenkmäler
In diesem Abschnitt sind Objekte aufgeführt, die früher einmal in der Denkmalliste eingetragen waren, jetzt aber nicht mehr existieren, z. B. weil sie abgebrochen wurden. Aktennummern in diesem Abschnitt sind ehemalige, jetzt nicht mehr gültige Aktennummern.

| Lage                                                                          | Objekt                     | Beschreibung | Akten-Nr.      | Bild                       |
| ----------------------------------------------------------------------------- | -------------------------- | --- | -------------- | -------------------------- |
| Lauingen an der Straße nach Dillingen zwischen Zwerg und Bahnlinie (Standort) | Grenzstein                 | Kalkstein mit Wappen von Bayern | D-7-73-144-243 | Grenzstein                 |
| Lauingen Friedrich-Ebert-Straße (bei Nr. 14) (Standort)                       | Zwei römische Quadersteine | | D-7-73-144-56  | Zwei römische Quadersteine |
| Lauingen Herrgottsruhweg (bei der Herrgottsruhkapelle) (Standort)             | Grenzstein                 | Wappen Hochstift und Lauingen, bezeichnet 1595 | D-7-73-144-73  | Grenzstein                 |
| Lauingen Herzog-Georg-Straße 30 (Standort)                                    | Nebengebäude               | zweigeschossiger, giebelständiger Satteldachbau mit Torbogen zum Hauptgebäude, im Kern wohl 17. Jahrhundert                                                   | D-7-73-144-92  | weitere Bilder             |
| Lauingen Herzog-Georg-Straße 31 (Standort)                                    | Bürgerhaus                 | zweigeschossiger Giebelbau mit Satteldach und Fachwerkgiebel und -Obergeschoss, über Treppenkonsole vorkragend, wohl 16. Jahrhundert                          | D-7-73-144-93  | Bürgerhaus                 |
| Lauingen Herzog-Georg-Straße 32 (Standort)                                    | Wohnhaus                   | schmales zweigeschossiges Eckhaus mit Satteldach und geschweiftem Giebel, im Kern wohl 18. Jahrhundert                                                        | D-7-73-144-94  | Wohnhaus                   |
| Lauingen im Vogelhölzle nördlich Lauingen (Standort)                          | Grenzstein                 | Kalkstein, bez. Bayern, Höchstädt, Lauingen, Ende 18. Jahrhundert                                                                                             | D-7-73-144-246 | Grenzstein                 |
| Lauingen Luitpoldhain (in der Parkanlage) (Standort)                          | Fünf römische Quadersteine | | D-7-73-144-151 | Fünf römische Quadersteine |
| Lauingen Rosenstraße 1 a, 1 b (Standort)                                      | Bürgerhaus                 | zweigeschossiges Doppelhaus mit Satteldach, vorkragenden Giebelgeschossen und Ladeluken und Aufzugsbalken, 17. Jahrhundert, im Kern 1. Hälfte 16. Jahrhundert | D-7-73-144-167 | Bürgerhaus                 |
| Lauingen Schloßstraße 22 (Standort)                                           | Bürgerhaus                 | zweigeschossiges Giebelhaus mit Satteldach, Obergeschoss und Fachwerkgiebel vorkragend, 17. Jahrhundert                                                       | D-7-73-144-184 | Bürgerhaus                 |
| Lauingen Schrannenstraße 6 (Standort)                                         | Ehemaliges Ackerbürgerhaus | dreigeschossiger, giebelständiger Satteldachbau mit verputztem Fachwerk und korbbogiger Scheuneneinfahrt, 17. Jahrhundert                                     | D-7-73-144-196 | Ehemaliges Ackerbürgerhaus |
| Lauingen südlich der Bahn nach Dillingen, bei Bahn-km 81,8 (Standort)         | Grenzstein                 | Kalkstein, bez. 1783 | D-7-73-144-244 | Grenzstein                 |
| Lauingen Unteres Brunnental 20 (Standort)                                     | ehemaliges Ackerbürgerhaus | zweigeschossiges Giebelhaus mit Satteldach und vorkragendem Obergeschoss, 17. Jahrhundert                                                                     | D-7-73-144-224 | ehemaliges Ackerbürgerhaus |
| Lauingen Zenettistraße 7 (Standort)                                           | Bürgerhaus                 | zweigeschossiges Traufseithaus mit Satteldach, 16./17. Jahrhundert                                                                                            | D-7-73-144-235 | Bürgerhaus                 |
| Lauingen Zenettistraße 8 (Standort)                                           | Ehemaliges Ackerbürgerhaus | zweigeschossiges Giebelhaus mit Satteldach und vorkragendem Ober- und Giebelgeschoss, wohl 16. Jahrhundert                                                    | D-7-73-144-236 | Ehemaliges Ackerbürgerhaus |
| Lauingen zwischen Lauinger Flurgrenze und Faimingen (Standort)                | Grenzstein                 | Kalkstein mit Wappen Bayern, Höchstädt, Lauingen und Lauinger Burgfrieden, 16. Jahrhundert                                                                    | D-7-73-144-245 | Grenzstein                 |